# Arcidiecéze Sherbrooke
Arcidiecéze Sherbrooke (latinsky Archidioecesis Sherbrookensis) je římskokatolická arcidiecéze na území kanadské provincie Québec se sídlem v Sherbrooke, kde se nachází katedrála sv. Michaela. Tvoří součást kanadské církevní oblasti Québec. Současným sherbrookským arcibiskupem je Luc Cyr.

## Církevní provincie
Jde o metropolitní arcidiecézi, která zahrnuje část území provincie Québec a jíž jsou podřízena tato sufragánní biskupství:
- Diecéze Nicolet
- Diecéze Saint-Hyacinthe

## Stručná historie
V roce 1816 vznikla na území dnešní diecéze první misie, diecéze byla založena v roce 1874, původně sufragánní vůči arcidiecézi Quebec, od roku 1886 vůči arcidiecézi Montréal. Roku 1951 ji papež Pius XII. povýšil na metropiolitní arcidiecézi.